# Бобецько
Бобецько (пол. Bobiecko) — село в Польщі, у гміні Лишковиці Ловицького повіту Лодзинського воєводства.
Населення — 193 особи (2011).
У 1975-1998 роках село належало до Скерневицького воєводства.

## Демографія
Демографічна структура станом на 31 березня 2011 року:
|          | Загалом | Допрацездатний вік | Працездатний вік | Постпрацездатний вік |
| -------- | ------- | ------------------ | ---------------- | -------------------- |
| Чоловіки | 88      | 19                 | 58               | 11                   |
| Жінки    | 105     | 21                 | 58               | 26                   |
| Разом    | 193     | 40                 | 116              | 37                   |